# 니사 (폴란드)

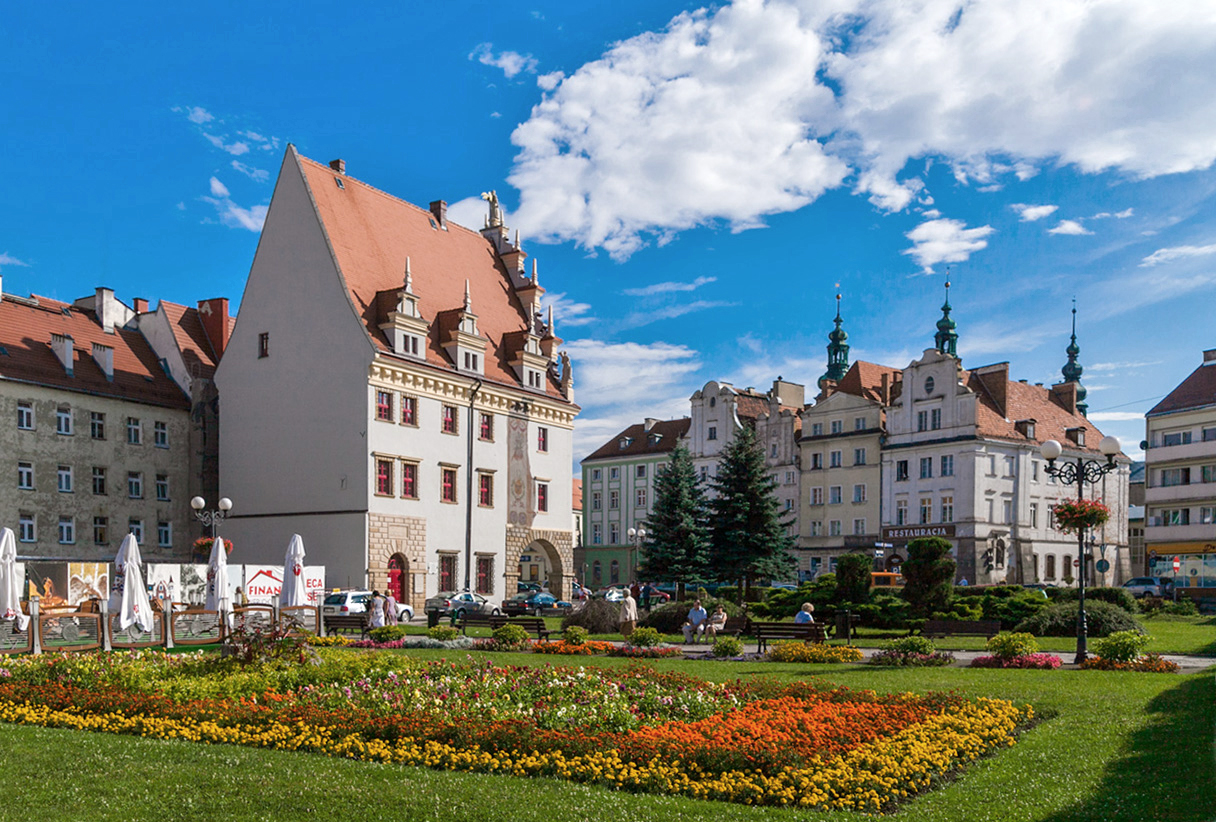
니사 도심에 있는 광장

니사(폴란드어: Nysa, 독일어: Neisse, Neiße 나이세[*])는 폴란드 남서부 오폴레주에 위치한 도시로 면적은 27.5km2, 높이는 195m, 인구는 47,545명(2006년 기준), 인구 밀도는 1,700명/km2이다. 니사군의 군청 소재지이며 니사크워츠카강과 접한다. 인근에 있는 지방 자치체를 포함할 경우 인구가 60,123명에 달하는 도시권이 형성된다.

시기
시 문장

## 자매 도시
- 독일 Lüdinghausen (1992)
- 체코 슘페르크 (1995)
- 체코 예세니크 (1999)
- 우크라이나 콜로미야 (2000)
- 독일 잉겔하임암라인 (2002)
- 프랑스 타베르니 (2002)
- 러시아 발티스크 (2002)